# Nadlik Beyakhad Ner (Light a Candle)
Nadlik Beyakhad Ner (Light a Candle) är en låt framförd av Sarit Hadad. Den är skriven av Svika Pick och Yoav Ginai.
Låten var Israels bidrag i Eurovision Song Contest 2002 i Tallinn i Estland. I finalen den 25 maj slutade den på tolfte plats med 37 poäng.